# Tim O'Connor
Pour les articles homonymes, voir O'Connor.
Timothy Joseph O'Connor, dit Tim O'Connor (né le 3 juillet 1927 à Chicago dans l'Illinois et mort le 5 avril 2018 à Nevada City en Californie), est un acteur américain.

## Mort
Il meurt le 5 avril 2018 d'un cancer à 90 ans.

## Filmographie sélective

### Cinéma
- 1972 : Wild in the Sky (en) de William T. Naud : sénateur Bob Recker
- 1972 : Requiem pour un espion de Lamont Johnson : Frank Gossage
- 1972 : Meurtres dans la 110e Rue de Barry Shear : lieutenant Hartnett
- 1973 : SSSSnake de Bernard L. Kowalski : Kogen
- 1990 : La cruz de Iberia d'Eduardo Mencos : Block
- 1991 : Y a-t-il un flic pour sauver le président ? de David Zucker : Donald Fenswick
- 2011 : Dreams Awake de Jerry Alden Deal : Ambrose

### Télévision

#### Années 1950
- 1954 : Look Up and Live  : Tobias and the Angel : Part 3 : Raphael
- 1959 : Brenner : Word of Honor (saison 1 épisode 6) : Tyler
- 1959 : Play of the Week : A Month in the Country (saison 1 épisode 5) : Yslaev
- 1959 : Play of the Week : The White Steed (saison 1 épisode 7) : père Shaughnessy
- 1959 : The DuPont Show of the Month : What Every Woman Knows (saison 2 épisode 5) : James Wylie
- 1959 : The DuPont Show of the Month : Billy Budd (saison 2 épisode 9)
- 1959 : The DuPont Show of the Month : The Fallen Idol (saison 3 épisode 2) : Ames

#### Années 1960
- 1960 : Sunday Showcase : The Devil and Daniel Webster (saison 1 épisode 22) : Jabez Stone
- 1960 : The DuPont Show of the Month : Treasure Island (saison 3 épisode 7) : Morgan
- 1961 : Tallahassee 7000 : Bootleg Whiskey in the Everglades (saison 1 épisode 19) : Joby
- 1961 : Shirley Temple's Storybook (en) : The Return of Long John Silver (saison 2 épisode 21) : capitaine Jim Hawkins
- 1961 : Way Out : Button, Button (saison 1 épisode 4)
- 1962 : Armstrong Circle Theatre : Merchants of Evil (saison 12 épisode 13) : Woodstock
- 1962 : Armstrong Circle Theatre : Smash Up (saison 13 épisode 2)
- 1962 : Armstrong Circle Theatre : Escape to Nowhere (saison 13 épisode 7) : Frank Morris
- 1962 : Les Accusés : The Empty Chute (saison 1 épisode 22) : Evans
- 1963 : Suspicion : What Really Happened (saison 1 épisode 16) : Halstead
- 1963 : La Quatrième Dimension : Jeudi, nous rentrons à la maison (saison 4 épisode 16) : colonel Sloane
- 1963 : Armstrong Circle Theatre : The Aggressor Force (saison 13 épisode 17) : Aggressor Sergeant
- 1963 : The Great Adventure (en) : The Treasure Train of Jefferson Davis (saison 1 épisode 8) : Général Breckinridge
- 1963 : Espionage : The Whistling Shrimp (saison 1 épisode 8) : Corky Halpern
- 1963 : The Nurses : Party Girl (saison 1 épisode 25) : Bert Handell
- 1963 : The Nurses : Disaster Call (saison 2 épisode 11) : Dorsher
- 1963 : Les Accusés : The Traitor (saison 2 épisode 22) : Frank Evans
- 1963 : Les Accusés : The Captive (saison 3 épisode 3) : James Evans
- 1963 : Le Fugitif  : Billet pour l'Alaska (Ticket to Alaska) (saison 1 épisode 9) : Steve Lund
- 1964 : East Side/West Side : The $5.98 Dress (saison 1 épisode 14) : Mike Stuart
- 1964 : Les Accusés : The Secret (saison 3 épisode 19) : James Evans
- 1964 : Les Accusés : May Day! May Day! (saison 3 épisode 26) : James Evans
- 1964 : Camera Three : The Deluge at Norderney: Part 1(saison 9 épisode 30) : cardinal Hamilcar
- 1964 : Camera Three : The Deluge at Norderney: Part 2 (saison 9 épisode 31) : cardinal Hamilcar
- 1964 : Au-delà du réel : La Pierre de lune (Moonstone) (saison 1 épisode 24) : major Clint Anderson
- 1964 : Au-delà du réel : Le Soldat (Soldier) (saison 2 épisode 1) : Paul Tanner
- 1964 : 12 O'Clock High (en) : Decision (saison 1 épisode 7) : maj. Jack Temple
- 1964 : Le Fugitif : Taps For a Dead War (saison 1 épisode 25) : Joe Hallop
- 1964 : Le Fugitif : The Cage (saison 2 épisode 10) : Dr Davis
- 1964 : Gunsmoke : Blue Heaven (saison 10 épisode 1) : Kip Gilman
- 1964 : 1968 : Peyton Place : Elliot Carson (341 épisodes)
- 1965 : Profiles in Courage : General Alexander William Doniphan (saison 1 épisode 10) : Rigdon
- 1967 : Insight : Where Were You During the Battle of the Bulge, Kid? : David
- 1967 : Sur la piste du crime : The Satellite (saison 2 épisode 27) : Roy Enfield
- 1968 : Judd for the Defense : Kingdom of the Blind (saison 1 épisode 22) : Nat Delavan
- 1968 : Insight : The Sandalmaker : Maynard Ballman
- 1969 : Bracken's World ' : Package Deal (saison 1 épisode 10) : Stuart Saxon
- 1969 : Sur la piste du crime : The Attorney (saison 4 épisode 21) : Dennis Holland
- 1969 : Sur la piste du crime : Flight (saison 5 épisode 7) : Walter Hazlett

#### Années 1970
- 1970 : Les Règles du jeu : The Brass Ring (saison 2 épisode 15) : Callahan
- 1970 : Ranch L : Splinter Group (saison 2 épisode 19) : Samuel
- 1970 : Daniel Boone : Israel and Love (saison 6 épisode 26) : Secord
- 1970 : The Young Lawyers (en) : We May Be Better Strangers (saison 1 épisode 6) : Lew Fulton
- 1970 : Dan August : Invitation to a Murder (saison 1 épisode 7) : Max Winslow
- 1970 : San Francisco International Airport : Supersonic Transport (saison 1 épisode 5) : George Freemont
- 1970 : Insight : The Day God Died : Wyatt
- 1970 : Gunsmoke : The Witness (saison 16 épisode 11) : Arnie Sprague
- 1970 : Médecins d'aujourd'hui : His Brother's Keeper (saison 1 épisode 24) : Dr Martin Lambert
- 1971 : Mannix : Ballade pour nulle part (Round Trip to Nowhere) (saison 4 épisode 14) : Albert Tucker
- 1971 : Insight : Prayer from the Abyss : M. Dilger
- 1971 : Longstreet : The Girl with the Broom) (saison 1 épisode 8) : Dr Franklin
- 1971 : Hawaï police d'État : Dix mille diamants et un infarctus (Ten Thousand Diamonds and a Heart) (saison 3 épisode 16) : Sheldon Orwell
- 1971 : Cannon : L'Appel silencieux (Scream of Silence) (saison 1 épisode 7) : Edgar Lassiter
- 1972 : Hawaï police d'État : Une vie pour 90 secondes [2/2] (The Ninety-Second War [2/2]) (saison 4 épisode 17) : Jonathan Kaye
- 1972 : The Bold Ones: The Lawyers : In Sudden Darkness (saison 3 épisode 10) : Dr Newcomb
- 1972 : Owen Marshall, Counselor at Law (en) : The Color of Respect (saison 1 épisode 20) : procureur Whitledge
- 1972 : Banyon : The Old College Try (saison 1 épisode 2) : Harry
- 1972 : Gunsmoke : The Judgement (saison 18 épisode 4) :Gideon
- 1972 : Sur la piste du crime : The Buyer (saison 7 épisode 15)
- 1972 : Médecins d'aujourd'hui : Wall of Silence (saison 4 épisode 4) : Max
- 1972 : Les Rues de San Francisco : Trente ans de service (The Thirty-Year Pin) (saison 1 épisode 2) : Lt. Roy Devitt, SFPD
- 1973 : Search : The Mattson Papers (saison 1 épisode 19) : Paul Kleinschmidt
- 1973 : Chase : Foul-Up (saison 1 épisode 3) : Edgar Bronston
- 1973 : Sur la piste du crime : The Detonator (saison 8 épisode 22) : Albert Dirks
- 1973 : Sur la piste du crime : The Killing Truth (saison 9 épisode 10)
- 1973 : Cannon : Opération albâtre (Death of a Stone Seahorse) (saison 2 épisode 16) : Dr Peter Collister
- 1973 : Cannon : À charge de revanche - 1re partie (He who Digs a Grave - Part 1) (saison 3 épisode 1) : Martin Ross
- 1973 : Columbo : Double Choc (saison 2 épisode 8) : Michael Hatheway
- 1973 : Les Rues de San Francisco : La piste du serpent (Trail of the Serpent) (saison 1 épisode 21) : Lt. Roy Devitt, SFPD
- 1973 : Barnaby Jones : Death Leap (saison 2 épisode 2) : Peter Harris
- 1974 : Banacek : L'Étalon (Horse of a Slightly Different Color) (saison 2 épisode 5) : Howard James
- 1974 : Doc Elliot : Things That Might Have Been (saison 1 épisode 12) : Charlie Robbins
- 1974 : The Wide World of Mystery[3] : Death Is a Bad Trip (saison 2 épisode 16) : Corrigan
- 1974 : Le Justicier : The Ma Gantry Gang (saison 1 épisode 1) : Ben Marks
- 1974 : Médecins d'aujourd'hui : May God Have Mercy (saison 6 épisode 6) : Barney
- 1974 : Nakia : The Driver (saison 1 épisode 7)
- 1974 : Get Christie Love! : Downbeat for a Dead Man (saison 1 épisode 9) : O'Neil
- 1974 : Police Story : Requiem for C.Z. Smith (saison 2 épisode 2) : sergent Mathew Carrothers
- 1974 : 200 dollars plus les frais : Rien ne va plus, les jeux sont faits (The Dexter Crisis) (saison 1 épisode 11) : Charles Dexter
- 1974 : Police Story : Wolf (Saison 2 épisode 8) : capitaine Faulkner
- 1975 : All in the Family : Edith's Friend (saison 5 épisode 22) : Roy Johnson
- 1975 : Ellery Queen, à plume et à sang : Too Many Suspects (Pilote de la série) : Ben Waterson
- 1975 : L'Homme qui valait trois milliards : Essai mortel (The Deadly Test) (saison 3 épisode 6) : colonel Joe Gordon
- 1975 : Phyllis : The First Date (Saison 1 épisode 8) : David
- 1975 : Police Story : The Empty Weapon (Saison 3 épisode 8) : capitaine Lou Richards
- 1975 : Matt Helm : Murder on the Run (Saison 1 épisode 11)
- 1975 : Les Rues de San Francisco : La fin du jeu (Endgame) (saison 3 épisode 17) : Lt. Roy Devitt, SFPD
- 1975 : MASH : Of Moose and Men (saison 4 épisode 11) : Colonel Spiker
- 1975 : Barnaby Jones : Honeymoon with Death (saison 4 épisode 5) : Stu Fannon
- 1976 : Cannon : Machination (The Reformer) (saison 5 épisode 17) : James Matthews
- 1976 : Maude : Maude's Mood: Part 1 (saison 4 épisode 17) : Dr Herbert Lester
- 1976 : Maude : Maude's Mood: Part 2 (saison 4 épisode 18) : Dr Herbert Lester
- 1976 : Great Performances : Eccentricities of a Nightingale : Rev. Winemiller
- 1976 : Columbo : Meurtre à l'ancienne (saison 6 épisode 2) : Edward Lytton
- 1977 : Les Rues de San Francisco : Les cannibales (The Cannibals) (saison 5 épisode 13) : Frank McGuire
- 1977 : Voyage dans l'inconnu : The Final Chapter (saison 1 épisode 1) : Zimmerman
- 1977 : The Feather and Father Gang (en) : The Judas Bug (saison 1 épisode 13) : Styles
- 1977 : Lou Grant : Christmas (saison 1 épisode 13) : Malcolm Findlay
- 1978 : Sergent Anderson : Droits humains (The Human Rights of Tiki Kim) (saison 4 épisode 14) : Jensen
- 1978 : Sergent Anderson : Un enlèvement mouvementé (Flip of a Coin) (saison 4 épisode 21) : Harry Triplett
- 1978 : Détroit : Hub Hewitson
- 1977 : Wonder Woman : Le Jugement de l'espace - 1re partie (Judgment from Outer Space - Part 1) (saison 1 épisode 9) : Andros
- 1977 : Wonder Woman : Le Jugement de l'espace - 2e partie (Judgment from Outer Space - Part 2) (saison 1 épisode 10) : Andros
- 1977 : Barnaby Jones : Circle of Treachery (saison 5 épisode 18) : Fritz Simon
- 1979 : Wonder Woman : OVNI soit qui mal y pense (The Starships Are Coming) (saison 3 épisode 15) : Colonel Robert Elliot
- 1979 : Kaz : Kazinski Versus Bennett (saison 1 épisode 14)
- 1979 : Barnaby Jones : Nightmare in Hawaii: Part 1 (saison 8 épisode 2) : lieutenant Walt Abbott
- 1979 : Barnaby Jones : Nightmare in Hawaii: Part 2 (saison 8 épisode 3) : lieutenant Walt Abbott
- 1979 - 1980 : Buck Rogers au XXVe siècle : saison 1 épisodes 1 à 24 : Elias Huer

##### Années 1980
- 1980 : 3-2-1 Contact : Near/Far: Space Travel (saison 1 épisode 44) : Dr Elias Huer
- 1980 : Trapper John, M.D. (en) : Slim Chance (saison 2 épisode 3) : Dr Edain
- 1981 : MASH : Reconnaissance éternelle (Operation Friendship) (saison 9 épisode 10) : capitaine Norman Traeger, M.D.
- 1981 : Vegas : Nightmare Come True (saison 3 épisode 23) : Michael Pierce
- 1982 : Shérif, fais-moi peur : Danger sur Hazzard (Bad Day in Hazzard) (saison 4 épisode 23) : Thackery
- 1982 : Dynastie : Le Syndrome de Iago (saison 2 épisode 14) : Thomas Crayford
- 1982 : Dynastie : La Réception (saison 2 épisode 15) : Thomas Crayford
- 1982 : Dynastie : Naissance prématurée (saison 2 épisode 16) : Thomas Crayford
- 1982 : Dynastie : Les Indices (saison 2 épisode 19) : Thomas Crayford
- 1982 : Dynastie : La Maladie (saison 3 épisode 1) : Thomas Crayford
- 1983 : Matt Houston : Danger pour demain (Fear For Tomorrow) (saison 1 épisode 20) : Dr Elias Baker
- 1983 : K 2000 : Souvenirs d'enfance alias La Promesse (saison 2 épisode 3) : Phillip Hunt
- 1983 : The Mississippi : Town Without Pity (saison 2 épisode 9) : Tully
- 1984 : L'Agence tous risques : Pression amicale (Semi-Friendly Persuasion) (saison 2 épisode 22) : Karl Peerson
- 1985 : Le Juge et le Pilote : Une convention pas très conventionnelle (Conventional Welfare) (saison 3 épisode 11) : Bucky O'Neil
- 1986 : Hooker : Fréquence risque (Blood Sport: Part I et Part 2) (saison 5 épisodes 16 et 17): John McAllister
- 1986 : Arabesque : Meurtre à la une (saison 3 épisode 7) : Walter Revere
- 1987 : Dallas : Du bon et du mauvais (Some Good, Some Bad) (saison 10 épisode 24)

##### Années 1990
- 1990 : Le Père Dowling : The Stone Killer Mystery (saison 2 épisode 4) : juge Phillip Larkin
- 1990 : Docteur Doogie : Don't Let the Turkeys Get Down (saison 2 épisode 10) : Don O'Brien
- 1991 : Docteur Doogie : Nobody Expects the Spanish Inquisition (saison 2 épisode 19) : Don O'Brien
- 1992 : Star Trek : La Nouvelle Génération : La Parfaite Compagne (saison 5 épisode 21) : Ambassadeur Briam
- 1995 : Walker, Texas Ranger : Standoff[4] (saison 3 épisode 21) : Russell Stanley
- 1997 : Burning Zone : Menace imminente (The Burning Zone) : Les Yeux d'Odin (Midnight of the Carrier) (saison 1 épisode 11) : William Helderman / Erhardt Boem

#### Téléfilms
- 1960 : John Brown's Raid de Sidney Lumet : médecin
- 1960 : Family Classics: The Three Musketeers : Aramis
- 1961 : Westinghouse Presents: The Dispossessed de Tom Donovan : Lawrence
- 1961 : The Power and the Glory de Marc Daniels
- 1970 : The House on Greenapple Road de Robert Day : George Ord
- 1971 : Incident in San Francisco de Don Medford : Arthur Andrews
- 1971 : The Failing of Raymond de Boris Sagal : Cliff Roeder
- 1972 : Visions... de Lee H. Katzin : Bert Hayes
- 1973 : The Stranger (téléfilm, 1973) de Lee H. Katzin : Dr Revere
- 1973 : Rx for the Defense de Ted Kotcheff : Zack Clinton
- 1974 : Manhunter de Walter Grauman : Ben Marks
- 1974 : Winter Kill de Jud Taylor : Bill Carter
- 1975 : They Only Come Out at Night de Daryl Duke : détective Lee Masters
- 1976 : La Foire aux illusions (titre original : State Fair) de David Lowell Rich : Jim Bryant
- 1977 : La Chasse aux sorcières (titre original : Tail Gunner Joe) de Jud Taylor : bibliothécaire
- 1977 : The Man with the Power de Nicholas Sgarro : agent Walter Bloom
- 1977 : Murder in Peyton Place de Bruce Kessler : Elliot Carson
- 1979 : Buck Rogers au XXVe siècle de Daniel Haller : Dr Elias Huer
- 1979 : Meurtres à San Francisco de Walter Grauman : Capt. Dan Bradley
- 1982 : Deadly Encounter de William A. Graham : mécanicien
- 1985 : Peyton Place: The Next Generation de Larry Elikann : Elliot Carson
- 1992 : Le Triangle noir de Jerry London : Billy Lee